# François Truffaut

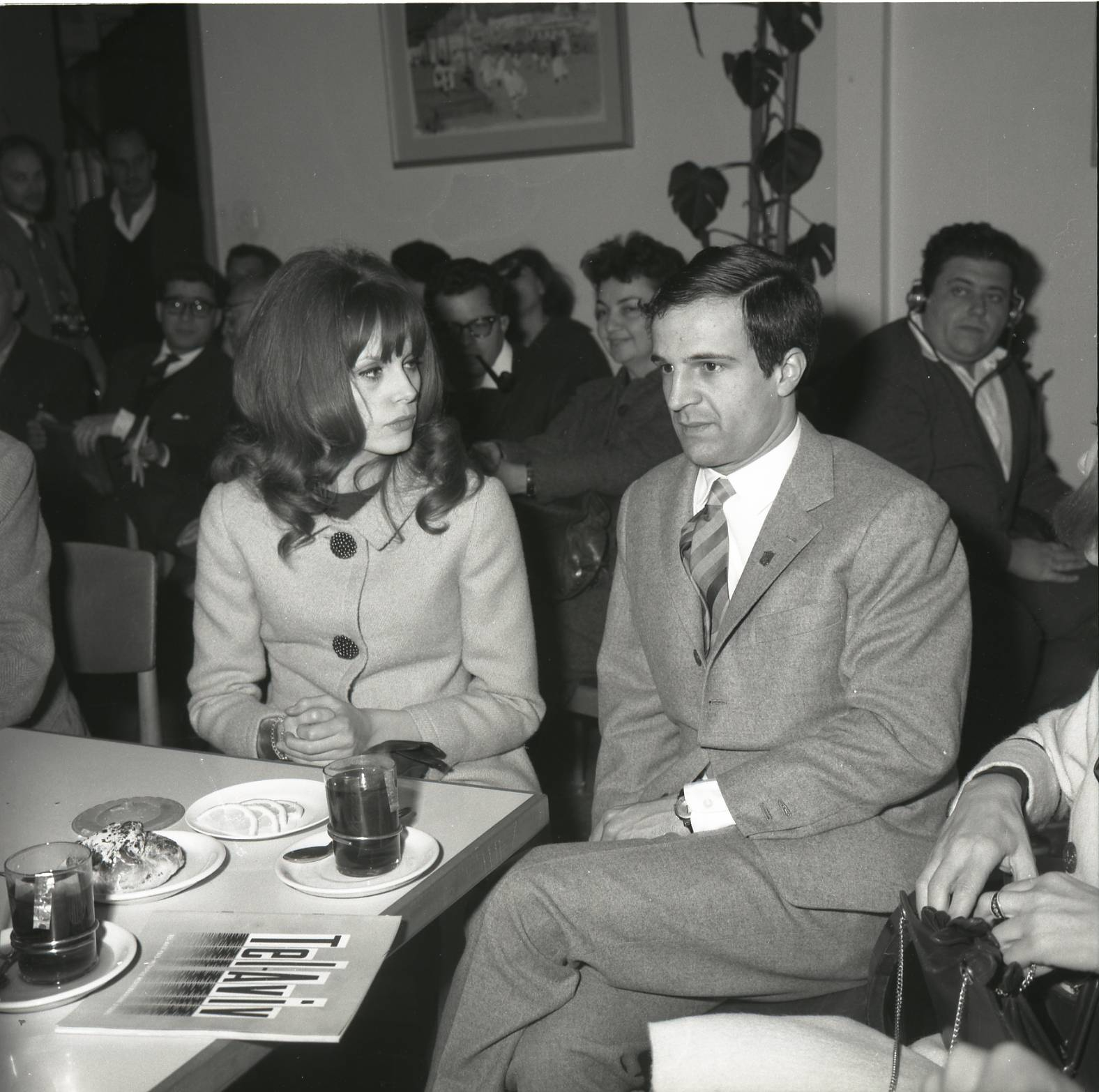
Truffaut y Françoise Dorléac, Israel, 1963.

François Truffaut y Claude Jade en el estreno de su tercera película conjunta, Amor en fuga, 1979.

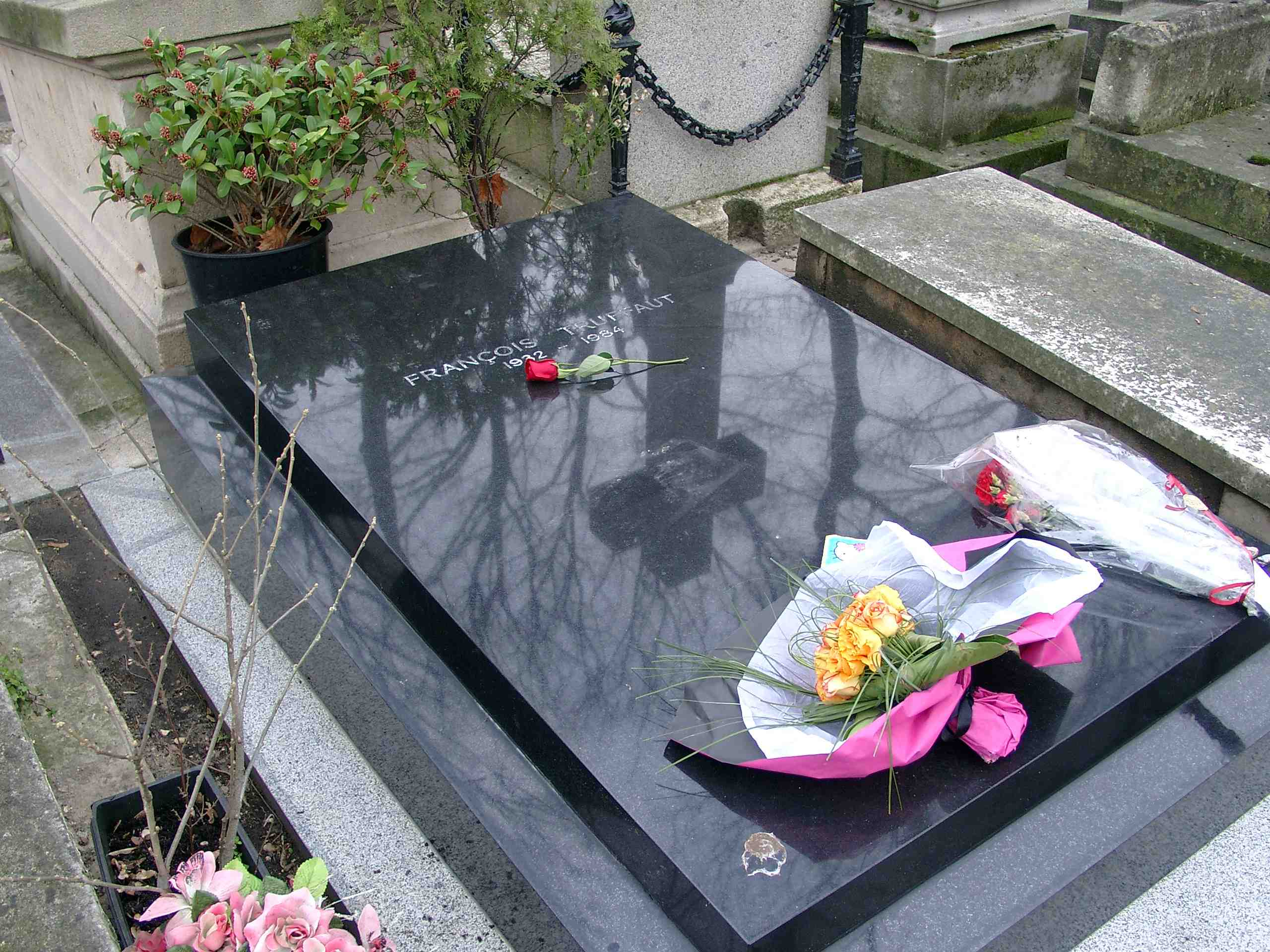
Tumba de François Truffaut en el Cementerio de Montmartre, en París.

François Roland Truffaut (pronunciación en francés: /fʁɑ̃swa ʁɔlɑ̃ tʁyfo/; París, 6 de febrero de 1932-Neuilly-sur-Seine, 21 de octubre de 1984), conocido como François Truffaut, fue un director, guionista, crítico y actor francés. Fue uno de los iniciadores y uno de los principales representantes de la teoría del cine de autor y del movimiento llamado la nouvelle vague, si bien luego evolucionó de un modo muy personal.

## Biografía
Reconocido en el registro civil como hijo por Roland Truffaut, un delineante (o arquitecto y decorador), François Truffaut nunca llegó a conocer a su verdadero padre. Su madre, Jeanine de Montferrand, que era secretaria en el periódico L'Illustration, fue recordada en su cine conflictivamente.
Sus padres se despreocuparon de él, y fue atendido por sus abuelos maternos hasta los diez años. La orfandad forma parte de sus personajes esenciales y también originó esa novela familiar que rodea varias de sus historias. De todos modos, una agencia privada de detectives, encargada por Truffaut, señaló en 1968 que las indagaciones sobre su origen conducían a Roland Levy, un dentista de origen judío, de Bayona (al que vio de lejos); ese hallazgo lo rechazó la familia materna, pero a Truffaut le pareció posible, y luego vino recogida en las monografías más autorizadas, así en la muy extensa que fue escrita por dos autores clave de Cahiers du Cinéma.
François Truffaut, cuya infancia fue más bien desgarrada y fantasiosa, estudió en la escuela de la rue Clauzel y en el liceo Rollin, aunque nunca fue un alumno ejemplar. A partir de 1939, el joven Truffaut, apasionado de la literatura, también se pasaba la vida en el cine, a veces durante las horas en las que debería estar en clase (destacó pronto a Jean Renoir, Roberto Rossellini, Alfred Hitchcock, Jean Vigo, Luis Buñuel, Robert Bresson, Orson Welles, Nicholas Ray, King Vidor, Max Ophuls, Josef von Sternberg, Erich von Stroheim).

### Bazin, Rossellini, Rivette
Desde 1946, una vez que dejó sus estudios, sobrevivió con pequeños trabajos, como mozo de almacén, y fundó un cineclub en 1947, pero algunos problemas económicos (el alquiler de películas le condujo al impago por fracaso) hacen que sea enviado por su padre adoptivo a un correccional en Villejuif, del que fue sacado por André Bazin, que conoció en ese trabajo de divulgación cinematográfica.
Gracias de nuevo al crítico de cine André Bazin, su referencia vital, François Truffaut empieza a trabajar en Travail et Culture. Escribe sus primeros artículos desde 1950. Tras alistarse en el ejército, se le envía a Alemania, pero deserta y pasa por la prisión militar; es liberado por Bazin, alegando inestabilidad de carácter. 
A continuación publica críticas en los Cahiers du cinéma en 1953, con sus colegas innovadores, pero también ese trabajo, que llega hasta 1959, lo hace en Le Parisienne, en Arts, Radio, Cinéma y Le Bulletin de Paris. La persona de cine de su momento más influyente en él fue Jacques Rivette.
Dirige ya al año siguiente, 1954, su primer cortometraje: Une visite.
En 1956, Truffaut fue ayudante de dirección de Roberto Rossellini. Se casó en 1957 con Madeleine Morgenstern, hija de un distribuidor de cine, siendo testigos André Bazin y Roberto Rossellini; tuvo dos hijas, Laura y Eva. Se separaron en 1965, aunque mantuvieron relación y hasta convivencia toda la vida, por amistad y por las hijas (ella se casó pero se separó enseguida). Madeleine le cuidó al final de sus días, y ha sido su albacea (aunque Truffaut tuvo otra hija, Josephine, con Fanny Ardant, en 1983, que fue la mujer del final). Ese mismo año dirigió otro cortometraje, Les Mistons ("Los golfillos").

### En acción
En 1958, rodó Los cuatrocientos golpes, que sirvió de carta de presentación al mundo del movimiento de la nouvelle vague, que encabezó junto a Claude Chabrol, Éric Rohmer, Jean-Luc Godard, Alain Resnais o Jacques Rivette. Tuvo un éxito espectacular (Cannes, Acapulco, Fémina de Bélgica, Crítica de Nueva York, el Meliès, el Laurel de David Selznick, Valladolid).
Colaboró con Godard (guion de Al final de la escapada), y en los inicios de Rivette. Aparece ya una característica de Truffaut, su preocupación por la infancia, tan conflictiva en su caso, y por los más desamparados; y fue desde su primer largo Los cuatrocientos golpes (documento que radiografía autobiográficamente la realidad francesa tras la Segunda Guerra Mundial), pasando por la revisión de las teorías de Jean-Jacques Rousseau en El pequeño salvaje, hasta la sensibilidad que demuestra en la visión que un adulto puede llegar a tener de los niños y su mundo acometida en La piel dura.
En 1968, cuando el gobierno destituyó a Henry Langlois de la Cinemateca francesa, se creó un comité de defensa, presidido por Jean Renoir, del que él fue tesorero, con Doniol-Valcroce, y organizó protestas. Fue su momento de mayor intervención social, en general replegado, pero firme defensor de libertades, como hizo con su admirado Jean-Paul Sartre.
Dirigió películas hasta su muerte a los cincuenta y dos años, el 21 de octubre de 1984 en Neuilly-sur-Seine debido a un tumor cerebral. Fue enterrado en el cementerio de Montmartre en París.

### Actor y escritor
Apareció como actor en varias de sus películas, como La habitación verde, La noche americana o El pequeño salvaje. También realizó un papel en Close Encounters of the Third Kind, película de 1977 de Steven Spielberg, en la que interpretó al sabio francés "Claude Lacombe".
Es conocido también por ser el autor de un extenso libro de entrevistas a Alfred Hitchcock, El cine según Hitchcock, que convirtió en una referencia en los estudios de cine. 
Destaca también su faceta de escritor. Además de ser un cuidadoso guionista, escribió muchas y buenas críticas, así como el prólogo a la obra de André Bazin, muerto prematuramente como él mismo, o el prefacio al libro de su gran director de fotografía, Néstor Almendros, con el que hizo nueve películas.
Truffaut es el director de su generación más aceptado en Estados Unidos. Woody Allen siempre se declaró admirador suyo. Pasó varias temporadas en California, para aprender inglés o para descansar y visitar amigos.

## Películas
Entre sus películas, cabe destacar la serie en la que aparece el personaje de Antoine Doinel, interpretado por el actor Jean-Pierre Léaud, quien inicia con catorce años su carrera de actor en Los cuatrocientos golpes: será el actor-fetiche y alter ego del propio Truffaut, con el que le confundieron alguna vez, según aparece en Les aventures de Antoine Doinel, libro prologado por Truffaut que recoge sus guiones de toda esa secuencia de filmes. Esta serie siguió hasta El amor en fuga, y pasando por un episodio de El amor a los 20 años, Besos robados y Domicilio conyugal junto a Claude Jade en el papel de Christine, amiga y mujer de Doinel. La tercera película de la crónica de esta pareja Antoine y Christine es el filme de 1979 El amor en fuga. Una hija de Truffaut, Eva Truffaut, siguió en 2004 buscando las últimas escenas de su padre y produjo un serial radiofónico El diario de Alphonse, en donde aparecen Christine Doinel (Claude Jade) y su hijo Alphonse (Stanislas Merhar). 
Lector apasionado, llevó al cine muchas novelas: a) policiales estadounidenses (La novia vestía de negro y La sirena del Mississippi de William Irish, Vivamente el domingo (o bien, más cercano al francés, Ojalá el domingo llegue pronto, de Charles Williams, Disparen sobre el pianista de David Goodis y Una chica tan decente como yo de Henry Farrell); b) satírico-costumbristas, destacadamente de Henri-Pierre Roché Jules y Jim y Las dos inglesas y el continente; c) de ciencia ficción Fahrenheit 451 de Ray Bradbury; d) un relato de fantasmas de Henry James, en La habitación verde, que es un filme que revela lo más profundo de sus inquietudes: la amistad, la pasión, la muerte.
El resto de las películas de Truffaut surgen de guiones originales, a menudo en colaboración con su gran colaboradora, Suzanne Schiffman, o Jean Gruault. Son películas de temas muy diversos, que van desde Diario íntimo de Adèle H., basada en la vida de la hija de Víctor Hugo, con Isabelle Adjani, o La noche americana, un auténtico homenaje al cine, que fue premiado en la ceremonia de los Óscar de Hollywood con el Óscar a la mejor película de habla no inglesa en 1973), y también El último metro, película que se desarrolla durante la ocupación alemana de Francia y con la que ganó diez Premios César concedidos por la Academia del Cine Francés. 
Fue el propio director que dijo: «no hay buenas historias, solo hay buenas película».

## Balance
Los inicios del movimiento cinematográfico y del propio realizador son una crítica al academicismo y a los convencionalismos del cine francés hasta mediados de los años 50, a los que acusaban de ser caducos reflejos del arte de narrar visualmente una historia, un sentimiento, etcétera. Ellos creían que el cine tenía que renovarse enfocando cada historia, personaje o situación desde una perspectiva más cercana, humana y, dentro de lo posible, real. Concretamente, Truffaut señaló que solo unos pocos directores franceses trabajaban de un modo más personal, como Jacques Tati, Robert Bresson, Max Ophuls, Jacques Becker y Jean Renoir.
Por ello, muchos de estos jóvenes teóricos cinematográficos, reconvertidos en directores, se adhieren al género documental en sus primeras realizaciones, tomando incluso elementos del entonces en declive neorrealismo italiano, del realismo francés de los años 30 de Jean Vigo, Renoir o Carné, además del cine experimental y de vanguardia de los años 20.
Tras debutar en el largometraje, estos directores rápidamente entendieron que el nuevo movimiento (al igual que ocurrirá con el free cinema británico o el «nuevo cine» alemán), tenía unas claras limitaciones en cuanto a estructuras narrativo-visuales, y que al intentar salir de la independencia artística e integrar sus motivos conceptuales en un cine más comercial —y con mejores medios a raíz del éxito comercial de sus primeras cintas—, el estilo se diluía en parte desde su propia base y era percibido por crítica y público como un cine igual de clásico que el de la etapa anterior, si bien suponía un clasicismo renovado y una reflexión sobre un presente muy distinto ya de los años de posguerra. 
El propio Truffaut comienza siendo renovador y rupturista, pero con su estilo más moderado (desde Jules y Jim hasta Domicilio conyugal) que otros, para ser además un autor lúcido y brillante y con un clasicismo formal tan descollante como insospechado, desde Las dos inglesas y el amor hasta su último filme. 
De ahí las muy polémicas páginas sobre él escritas por Godard, su amigo-enemigo, que le alabó cariñosamente en su estreno y que decía en 1965 que era el «cineasta cada vez más y más serio». En 1973, Godard atacó absurda y violentamente a Truffaut (este solo escribiría «historias»), y la respuesta implacable de Truffaut, que denunciaba a Godard por su frialdad y cobardía, su ideologismo coyuntural y elitista, su impostura vanidosa, les llevó a la ruptura. Truffaut le había ayudado en el primer guion y también como productor. Hicieron una carrera en paralelo en vida de Truffaut, con dos ángulos de visión casi opuestos; incluso su roce indica admiración, pese a tantas diferencias radicales.

## Filmografía

### Director
- 1955: Une visite.
- 1957: Les mistons (Los golfillos).
- 1959: Les quatre cents coups (Los 400 golpes).
- 1960: Tirez sur le pianiste (Disparen al pianista).
- 1961: Une histoire d'eau, codirigida con Jean-Luc Godard.
- 1961: Tire-au-flanc 62
- 1962: L'amour à vingt ans (El amor a los veinte años) (Episodio «Antoine et Colette»).
- 1962: Jules et Jim (Jules y Jim).
- 1964: La piel suave
- 1966: Fahrenheit 451.
- 1967: La mariée était en noir (La novia vestía de negro).
- 1968: Baisers volés (Besos robados).
- 1969: La sirène du Mississippi (La sirena del Mississippi).
- 1969: L'enfant sauvage (El pequeño salvaje).
- 1970: Domicile conjugal (Domicilio conyugal).
- 1971: Les deux anglaises et le continent (Las dos inglesas y el amor).
- 1972: Une belle fille comme moi (Una chica tan decente como yo).
- 1973: La nuit américaine (La noche americana).
- 1975: L'histoire d'Adèle H. (Diario íntimo de Adèle H.)
- 1976: L'argent de poche (La piel dura).
- 1977: L'homme qui aimait les femmes (El amante del amor o El hombre que amaba a las mujeres).
- 1978: La chambre verte (La habitación verde).
- 1979: L'amour en fuite (El amor en fuga).
- 1980: Le dernier métro (El último metro) – César a la mejor película y mejor director.
- 1981: La mujer de al lado (La femme d'à côté)
- 1983: Vivement dimanche! (Confidencialmente tuya / Vivamente el domingo).

### Guionista
- 1959: Los 400 golpes de François Truffaut.
- 1960: Disparen al pianista de François Truffaut.
- 1960: Al final de la escapada de Jean-Luc Godard (historia).
- 1962: Antoine y Colette de François Truffaut, episodio de El amor a los veinte años, junto con Shintarō Ishihara, Marcel Ophüls, Renzo Rossellini y Andrzej Wajda.
- 1964: Mata-Hari, agent H21 de Jean-Louis Richard.
- 1964: La piel suave de François Truffaut.
- 1966: Fahrenheit 451 de François Truffaut.
- 1968: La novia vestía de negro de François Truffaut.
- 1968: Besos robados de François Truffaut.
- 1969: El pequeño salvaje de François Truffaut.
- 1969: La sirena del Mississippi de François Truffaut.
- 1970: Domicilio conyugal de François Truffaut.
- 1971: Las dos inglesas y el amor de François Truffaut.
- 1972: Une belle fille comme moi de François Truffaut.
- 1973: La noche americana de François Truffaut.
- 1975: Diario íntimo de Adèle H. de François Truffaut.
- 1977: El amante del amor de François Truffaut.
- 1978: La habitación verde de François Truffaut.
- 1978: El amor en fuga de François Truffaut.
- 1980: El último metro de François Truffaut.
- 1981: La mujer de al lado de François Truffaut.
- 1983: Vivamente el domingo de François Truffaut.
- 1983: Vivir sin aliento de Jim McBride.
- 1988: La pequeña ladrona de Claude Miller.
- 1995: La Belle Époque de Gavin Millar.

### Productor
- 1958: Paris nous appartient de Jacques Rivette.
- 1959: Los 400 golpes de François Truffaut.
- 1970: L'enfance nue ("La infancia desnuda") de Maurice Pialat.
- 1978: La habitación verde de François Truffaut.
- 1980: El último metro de François Truffaut.
- 1981: La mujer de al lado de François Truffaut.

### Actor
- 1956: Le coup du berger de Jacques Rivette.
- 1969: El pequeño salvaje de François Truffaut.
- 1971: Las dos inglesas y el amor de François Truffaut.
- 1973: La noche americana de François Truffaut.
- 1974: I'm a stranger here myself de David Helpern y James C. Gutman
- 1975: Diario íntimo de Adèle H. de François Truffaut.
- 1976: La piel dura de François Truffaut.
- 1977: El amante del amor de François Truffaut.
- 1977: Close Encounters of the Third Kind, (Encuentros en la tercera fase/Encuentros cercanos del tercer tipo) de Steven Spielberg.
- 1978: La habitación verde de François Truffaut.

### Obra apócrifa
- 2004: El diario de Alphonse de Elisabeth Butterfly.

## Premios y reconocimientos

### Premios Óscar
| Año  | Categoría                          | Película           | Resultado |
| ---- | ---------------------------------- | ------------------ | --------- |
| 1960 | Mejor argumento y guion original   | Los 400 golpes     | Nominado  |
| 1969 | Mejor película de habla no inglesa | Besos robados      | Nominado  |
| 1974 | Mejor película de habla no inglesa | La noche americana | Ganador   |
| 1975 | Mejor director                     | La noche americana | Nominado  |
| 1975 | Mejor guion original               | La noche americana | Nominado  |
| 1981 | Mejor película de habla no inglesa | El último metro    | Nominado  |

### Festival Internacional de Cine de Cannes
| Año  | Categoría       | Película       | Resultado |
| ---- | --------------- | -------------- | --------- |
| 1959 | Mejor dirección | Los 400 golpes | Ganador   |

### Aniversarios y festivales
En 2015, el Festival de Cine UC, realizado en Chile, exhibió algunas de sus películas. En Japón, país en el cual se admira su obra, y donde se dio también una "Nueva Ola", se presentó en el 2022 una retrospectiva de su filmografía.

## Actores destacados en sus películas
- Isabelle Adjani hizo una soberbia interpretación en Diario íntimo de Adèle H.;
- Fanny Ardant, compañera de Truffaut al final de su vida, y madre de su hija Joséphine, rodó con él La mujer de al lado y también su última película en blanco y negro, Vivamente en domingo;
- Claude Jade fue «Christine» junto a Jean-Pierre Léaud, en las aventuras de Antoine Doinel (Besos robados, Domicilio conyugal, El amor en fuga); llegó a trabajar bajo el mando de Alfred Hitchcock en Topaz por recomendación del propio Truffaut en uno de sus tantos intercambios epistolares;
- Nathalie Baye empezó su carrera como la script de La noche americana, luego fue la intérprete femenina de La habitación verde;
- Jacqueline Bisset era la star de La noche americana;
- Catherine Deneuve actúa en su melodrama-grandguiñolesco La sirena del Mississippi junto a Jean-Paul Belmondo e interpretó a la directora del teatro Montparnasse en El último metro, junto a Gérard Depardieu;
- Charles Denner tuvo un papel en La novia vestía de negro y fue El amante del amor (y paradójicamente el Landru de Claude Chabrol);
- Bernadette Lafont participó en el primer cortometraje de Truffaut, Les mistons, y fue Una chica tan decente como yo;
- Jean-Pierre Léaud fue descubierto por Truffaut y rodó seis largometrajes con él; luego fue también el protagonista de obras de otro icono de la nouvelle vague, Jean-Luc Godard, para quien trabajó en Masculin et feminin y La chinoise; también colaboró con Pier Paolo Pasolini;
- Jeanne Moreau pasó a la posteridad gracias a Jules y Jim y fue la despiadada víctima vengadora de La novia vestía de negro;
- Françoise Dorléac debutó en La piel suave, y el impacto de su interpretación la lleva a trabajar con otros importantes directores como Roman Polanski en Cul de sac y con Jacques Demy en Las señoritas de Rochefort junto con su hermana Catherine Deneuve;
- Julie Christie se consagra en Fahrenheit 451, tras su Óscar por Darling (1965), y comienza una carrera internacional;
- Oskar Werner se consagra en Jules et Jim, y volvería a trabajar con Truffaut en Fahrenheit 451.

## Libros de Truffaut
- Les 400 Coups (1960) con M. Moussy, guion
- Le Cinéma selon Alfred Hitchcock (1967); tr. El cine según Hitchcock
- Les Aventures d'Antoine Doinel (1970)
- Jules et Jim (1971), guion
- La Nuit américaine et le Journal de Fahrenheit 451 (1974), guion
- L'Argent de poche (1976), guion
- L'Homme qui aimait les femmes (1977), guion
- Les Films de ma vie (1975); tr. Las películas de mi vida, artículos
- Le plaisir des yeux (1987), artículos reunidos por Jean Narboni y Serge Toubiana, en prolongación de Las películas de mi vida
- Correspondance (1988)
- Le Cinéma selon François Truffaut (1988) editado por Anne Gillain
- Belle époque (1996) con Jean Gruault

## Libros sobre Truffaut
- Andrew Sarris, Entrevistas con directores de cine, Novelas y Cuentos, 1970, sección François Truffaut.
- Dominique Fanne, L'Univers de François Truffaut, Cerf, 1972
- Carlos Balagué, François Truffaut, 1988
- VV. AA., La Nouvelle Vague, Paidós, 2004, estudio y entrevistas con Truffaut, Chabrol, Godard y Rohmer.
- Dominique Rabourdin, Truffaut par Truffaut, Chêne, 1985
- Hervé Dalmais, Truffaut, Rivages, 1987
- Anne Gillain, Le cinéma selon François Truffaut, Flammarion, 1988
- Antoine de Baecque y Serge Toubiana, François Truffaut, Madrid, Plot, 2005 (or., Gallimard, 1996 y 2001) ISBN 978-84-86702-70-0
- Truffaut/París. El París de las películas de François Truffaut, T&B editores, Madrid, 2014. ISBN 978-8415405795.
- "813", Truffaut por Paula Bonet. Editorial La Galera. 2014.